# Регби в Сербии
Регби в Сербии является малоразвитым спортом. История сербского регби уходит корнями в межвоенную Югославию (первый матч провели в послевоенные годы), которое возродилось после Второй мировой войны. В стране насчитывается 12 клубов и 2419 игроков по состоянию на 2009 год. Управлением занимается Регбийный союз Сербии, принятый в IRB (World Rugby) в 1988 году.

## История

### Довоенные годы: 1918—1931

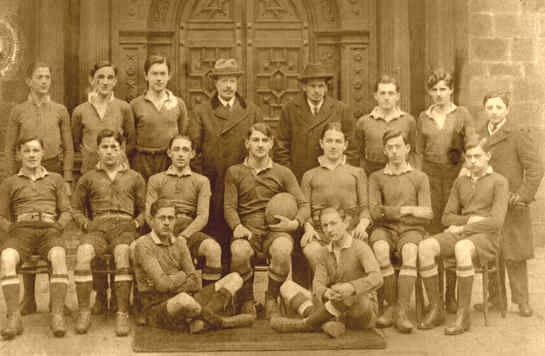
A Serbian rugby team in 1918

Первыми регбистами в истории Сербии стали учащиеся эдинбургской школы имени Джорджа Хериота, где они впервые сыграли в регби во время Первой мировой войны. 8 марта 1918 года состоялся матч сербских студентов против сборной британских колоний: со счётом 8:3 в присутствии 10 тысяч зрителей победили сербы. Сохранились имена нескольких игроков: Тома Томич (Лесковац), Димитрие Дулканович (Чуприя) и Данило Павлович (Прокупле). Сборная, известная под названием «Сербы» (англ. Serbians), выступала и против других команд — одноклассников из той же школы, а также Королевской средней школы Эдинбурга.
Ещё одна группа школьников представляла Хиллхедскую среднюю школу: её лучший игрок Славолюб Джорджевич в 1917—1926 годах играл за команду школы и университета Глазго. В Данди в составе сборной средней школы играли трое сербов: Миодраг Димитриевич, Душан Божякович и Владимир Орович. Всего во время Первой мировой войны не менее 30 сербских школьников и студентов провели по одному матчу по регби. После образования Королевства СХС студенты основали белградский клуб «Югославия» и клуб «Бели Орао» в Шабаце. Однако к 1923 году интерес к регби иссяк из-за нехватки полей. В 1931 году Тома Томич (школа имени Джорджа Хериота), Крста Балич (Хиллхедская школа) и Милорад Евдович (Академия Харриса) создали регбийный клуб «Белград».

### Социалистическая Югославия: 1953—1992
В Социалистической Югославии в 1953 году появились клубы «Партизан» и «Раднички», сыгравшие в апреле 1954 года первый матч (победа «Партизана» 21:11). С 1957 по 1992 годы в стране разыгрывался национальный чемпионат, первым чемпионом которого стал клуб «Динамо» из Панчево, побеждавший также в 1968, 1969, 1974 и 1979 годах. В том же 1957 году был впервые разыгран Кубок, который выиграли динамовцы. «Партизан» становился чемпионов с 1958 по 1960 годы, а также в 1991 и 1992 годах. На протяжении розыгрыша чемпионата наблюдалась гегемония хорватских клубов «Нада» (Сплит) и «Загреб», в 1980-е также господствовал боснийский «Челик» из Зеницы. В 1982 году был создан клуб «Црвена Звезда».
Сборная Югославии по регби дебютировала в июле 1968 года матчем против Румынии, проиграв 3:11. В 1970-е и 1980-е годы сербские игроки наравне с хорватскими, словенскими и боснийскими играли за Югославию. Команда Югославии значимых успехов на международной арене не добилась, хотя проводила тест-матчи против разных клубов мира (в том числе против новозеландского клуба «Уайтемата», румынского «Университатя» из Тимишоары, против команд Миддлсекса и Суррея и даже против английских «Лондон Скоттиш» и «Лондон Айриш»). Распад Югославии привёл к тому, что в течение пяти лет сборная не созывалась.

### Наши дни: с 1992 года

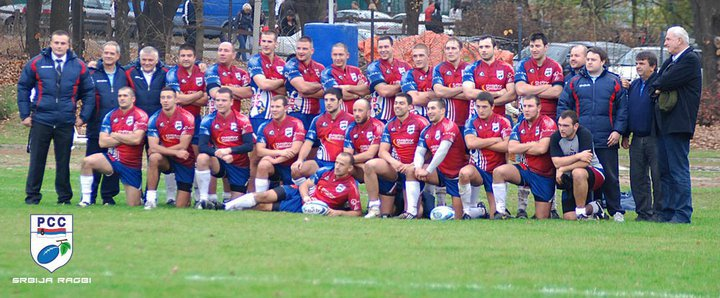
Сборная Сербии по регби в 2010 году

До сезона 2005/2006 разыгрывался чемпионат Сербии и Черногории, после признания независимости Черногории в сезоне 2006/2007 начался Чемпионат Сербии по регби. В мае 1996 года сборная Сербии и Черногории впервые за долгое время сыграла матч — во Вршаце против Андорры. С 2003 по 2006 годы выступала под именем Сербии и Черногории, в октябре 2006 года провела первый матч как сборная Сербии. В 2007 году дебютировала женская сборная Сербии по регби. В настоящее время сборные Сербии выступают в регби-15 и регби-7.
В 2009 году по стране совершил турне английский клуб «Гэмпшир» (он же сборная графства).

## Структура чемпионата
По состоянию на 2020 год в Сербии в Группе A играли клубы «Црвена Звезда», «Партизан», «Рад» (до декабря 2014 года назывался «Победник»), «Воеводина» и «Динамо 1954». В 2019 году в группах A и B и в группе развития в чемпионате Сербии участвовали такие клубы, как «Лозница», «Вршац», «Крушевац», «Змаеви», «Петровград» и «Борац» (Старчево). Также в прошлые годы в розыгрышах принимали участие «Динамо» (Панчево), «Дорчол», «Гвоздена Трджава» (Седерево) и «Балкански Комарац». Из других клубов выделяются молодёжный «Сингидунум», женская команда «Црвены Звезды», а также команда регбистов-паралимпийцев при «Црвене Звезде».

## Регбийные термины в сербском

### Позиции
| №  | Названия позиции на русском         | Названия позиции на сербском |
| -- | ----------------------------------- | ---------------------------- |
| 1  | левый столб / левый проп            | levi stub / леви стуб        |
| 2  | отыгрывающий / хукер                | taloner / талонер            |
| 3  | правый столб / правый проп          | desni stub / десни стуб      |
| 4  | левый замок / левый лок             | levi skakač / леви скакач    |
| 5  | правый замок / правый лок           | desni skakač / десни скакач  |
| 6  | левый фланкер / блайндсайд-фланкер  | levi krilni / леви крилни    |
| 7  | правый фланкер / оупенсайд-фланкер  | desni krilni / десни крилни  |
| 8  | стягивающий / восьмой               | čep / ћеп                    |
| 9  | полузащитник схватки / скрам-хав    | demi / деми                  |
| 10 | блуждающий полузащитник / флай-хав  | otvarač / отварач            |
| 11 | левый крыльевой / левый винг        | levo krilo / лево крило      |
| 12 | внутренний центровой / инсайд-центр | prvi centar / први центар    |
| 13 | внешний центровой / аутсайд-центр   | drugi centar / други центар  |
| 14 | правый крыльевой / правый винг      | desno krilo / десно крило    |
| 15 | замыкающий / фулбэк                 | arijer / аријер              |

### Игровые термины
- Ворота — gol / гол[7]
- Мяч — lopta / лопта[7]
- Попытка — esej / есеј[7]
- Реализация — pretvaranje / претварање[7]
- Матч — utakmica / утакмица[7]
- Штрафной удар — kazneni udarac / казнени ударац[7]
- Рак — rak / рак[7]
- Мол — mol / мол[7]
- Форварды / нападающие — igrači skrama / играчи скрама[7]
- Бэки / защитники — igrači linije / играчи линије[7]